# Wang Yafan
Dans ce nom chinois, le nom de famille, Wang, précède le nom personnel.
Ne pas confondre avec Wang Qiang, Wang Xinyu, Wang Xiyu, également joueuses de tennis.
Wang Yafan (王雅繁, en chinois, pinyin : Wáng Yǎfán), née le 30 avril 1994 à Nankin, est une joueuse de tennis chinoise, professionnelle depuis 2012.

## Carrière sportive

### 2015 - 2018: titres en double et quelques bons résultats en simple
En 2015, elle atteint la finale en double à Kuala Lumpur avec Liang Chen. Elles obtiennent la victoire via le score de 4-6, 6-3, 10-4 face à la paire Yuliya Beygelzimer - Olga Savchuk. La même année, elles sont aussi lauréates des tournois de Zuhai face à Anabel Medina - Arantxa Parra Santonja, et du WTA 125 de Hua Hin face à Varatchaya Wongteanchai - Yang Zhaoxuan. 
En 2017, elle arrive encore une fois à triompher en double face à Dalila Jakupović - Irina Khromacheva avec Duan Ying-Ying, encore une fois à Hua Hin en WTA 125.
En 2018, Wang Yafan s'illustre via un bon parcours lors du tournoi de Taipei. Elle élimine Risa Ozaki, puis Pauline Parmentier, et Eugenie Bouchard. Elle est éliminée par la lauréate Tímea Babos.
Elle réitère un bon parcours au tournoi de Miami en éliminant Markéta Vondroušová, puis la 27e tête de série Carla Suárez Navarro, puis elle vainc Alison Riske. C'est Angelique Kerber qui la vaincra mais en perdant le premier set.
Elle recrée un coup d'éclat à Zhengzhou. Elle y est la 4e tête de série. Elle élimine Junri Namigata puis Sabina Sharipova. Elle poursuit son parcours en éliminant Zhu Lin. Elle vainc ensuite Yanina Wickmayer. Elle échoue en finale face à sa compatriote Zheng Saisai.
En double toujours avec sa compatriote Duan Ying-Ying, elle triomphe de Nao Hibino et Oksana Kalashnikova à Taipei en double. Elle ajoute en plus un titre à Bol face à Silvia Soler Espinosa - Barbora Štefková mais cette fois ci en compagnie de Mariana Duque Mariño.

### 2019: de bons résultats et premier titre WTA
Elle passe trois tours à Shenzhen. Elle vainc Anna K. Schmiedlová, Ons Jabeur, Monica Niculescu. Elle sera éliminée au tour suivant par la future lauréate Aryna Sabalenka. Lors de l'Open d'Australie, elle passe un tour mais est éliminée par Ashleigh Barty.
Au tournoi de Hua Hin, elle atteint les quarts. Elle élimine Anna Blinkova, puis sa compatriote et 5e tête de série Zhang Shuai. Elle échoue au tour suivant face à Magda Linette.
Wang Yafan remporte son premier titre sur le Circuit WTA lors du Tournoi de tennis du Mexique d'Acapulco le 3 mars 2019. Elle passe Marie Bouzková (6-2, 6-2), puis profite de l'abandon de Mónica Puig. Elle élimine ensuite Beatriz Haddad Maia (6-3, 6-4). En demi-finale elle balaie difficilement Donna Vekić (2-6, 6-3, 6-1). En finale, elle se défait de l'Américaine Sofia Kenin (2-6, 6-3, 7-5).
À Miami elle effectue un bon parcours. En effet, elle bat Kristina Mladenovic sur le score de 6-3, 6-3, puis elle bat la cinquième tête de série Elina Svitolina sur un score de 6-2, 6-4, par la suite elle vaincra avec un peu plus de difficultés Danielle Collins tête de série numéro 25 sur le score de 7-5, 6-1. Elle est finalement éliminée par sa compatriote Wang Qiang en deux set 7-5, 6-4.
Lors de Wimbledon, elle passe un tour mais échoue face à Sloane Stephens.
Lors du tournoi de tennis de Corée, Wang Yafan arrive jusqu'en demi-finale. Elle élimine Danielle Lao sur le score de 6-4, 7-6, puis Ysaline Bonaventure 4-6, 6-3, 6-0. Par la suite, elle vainc facilement sur le score de 6-1, 6-3 Paula Badosa. Elle échoue ensuite face à Karolína Muchová sur le score de 7-6, 6-4. Grâce à son parcours, elle entre dans le top 50 pour la première fois en octobre (47e). Elle finit l'année à la 48e place.

### 2020 - 2021: quelques victoires en 2020, début de saison négative en 2021 sortie du top 300
Elle passe qu'à deux reprises le premier tour en 2020. Elle passe un tour lors du tournoi de Shenzhen éliminant Sara Sorribes Tormo, mais étant battue par la future finaliste Elena Rybakina. Elle passe deux tours à Monterrey. Tête de série numéro 8, elle bat Lara Arruabarrena, Astra Sharma. Elle perdra à ce stade face à Marie Bouzková, future finaliste.
En 2021, il lui faut attendre le mois d'avril pour passer le premier tour à Bogota. Elle se fera battre au second tour par Viktoriya Tomova. Le reste de sa saison étant peu fructueux puisque Wang Yafan ne passe pas le premier tour.
Avec tous ces mauvais résultats (malgré quelques victoires), elle finit l'année 2021 à la 309e place mondiale.

### 2022 - 2023: quelques résultats puis 4 titres ITF d'affilée
En 2022, elle est surtout présente sur le circuit secondaire. Elle remporte le tournoi ITF à Antalya. Elle balaie sur son chemin Anastasiya Soboleva, Martina Di Giuseppe, Camilla Rosatello, Andreea Prisacariu et Katharina Hobgarski. Elle enchainera avec un finale à la 2e volée de ce tournoi.
En 2023, elle enchaine encore sur le circuit ITF avec quelques bonnes performances. Avec une finale à Swan Hill 2, un titre à Canberra, et une demi-finale à Kof. Elle enchaine ensuite quatre titres d'affilée toujours en ITF. 
Elle remporte les tournois de Karuizawa au Japon, celui de Tokyo, celui de Luzhou et le second à Hong Kong. C'est en finale à Dallas que sa série se stoppe.
Elle revient donc en WTA via le tournoi de Stanford. Elle élimine via un score en trois sets (1-6, 6-3, 6-1) Daria Snigur, puis en deux sets la 1e tête de série, Tamara Korpatsch (6-1, 7-5). Elle continue son parcours en sortant Mai Hontama du tournoi (6-3, 6-3). Elle se retrouve alors face à une autre japonaise, Moyuka Uchijima. Elle bat cette dernière (6-3, 5-7, 7-5). Elle se retrouve donc en finale face à Kamilla Rakhimova. C'est sa première finale WTA depuis 2019. Elle remporte le titre (6-2, 6-0).
Elle se qualifie pour l'US Open. Alors 114e mondiale, elle élimine la numéro 7 mondiale, Caroline Garcia (6-4, 6-1). La Britannique Katie Boulter l'élimine au tour suivant. Ces résultats lui assurent un retour dans le top 100 mondial.

### 2024: 1/8eà l'US Open
Elle commence l'année par le WTA 125 de Canberra où elle passe le 1er tour. Après une élimination en qualifications lors du tournoi d'Adélaïde, elle se présente ensuite à l'Open d'Australie. Elle est alors classée 94e mondiale. Elle sort la 22e tête de série, Sorana Cîrstea (0-6, 7-5, 6-2). Elle remporte son 2e tour à la britannique Emma Raducanu (6-4, 4-6, 6-4) pour se confronter ensuite à sa compatriote Zheng Qinwen. Elle perd à ce stade de la compétition.
En double, elle se présente avec sa compatriote Yuan Yue. Ensemble elles passent le 1er tour face à Lucia Bronzetti - Heather Watson (6-3 6-3). Elle se présente à Hua Hin où elle atteint les demi-finales, sortie par sa compatriote et tenante du titre; Zhu Lin. Grâce à ces résultats, elle remonte à la 68e place mondiale, son meilleur classement depuis quatre ans.
En août, elle crée la surprise lors de l'US Open en éliminant la 9e mondiale María Sákkari au premier tour. Puis remporte son duel face à la française Diane Parry (6-0 6-4). Elle se retrouve donc face à Victoria Azarenka, 20e tête de série. Elle élimine l'ex numéro une mondiale en trois sets (6-4 3-6 6-1). Elle arrive en 1/8 finale pour la première fois de sa carrière dans un tournois majeur. Paula Badosa l'élimine au tour suivant.

### 2025: sortie du top 100
Après sa défaire au second tour de l'Open d'Australie, elle ne joue aucun tournoi durant plusieurs mois. À cause de cette longue absence, elle sort du top 100 en mars.

## Palmarès

### Titre en simple dames
| No | Date       | Nom et lieu du tournoi     | Catégorie | Dotation  | Surface    | Finaliste   | Score         |          |
| -- | ---------- | -------------------------- | --------- | --------- | ---------- | ----------- | ------------- | -------- |
| 1  | 25-02-2019 | Abierto Mexicano, Acapulco | Intern'l  | 226 750 $ | Dur (ext.) | Sofia Kenin | 2-6, 6-3, 7-5 | Parcours |

### Finale en simple dames
Aucune

### Titres en double dames
| No | Date       | Nom et lieu du tournoi          | Catégorie    | Dotation    | Surface    | Partenaire     | Finalistes                           | Score            |          |
| -- | ---------- | ------------------------------- | ------------ | ----------- | ---------- | -------------- | ------------------------------------ | ---------------- | -------- |
| 1  | 02-03-2015 | BMW Malaysian Open Kuala Lumpur | Intern'l     | 250 000 $   | Dur (ext.) | Liang Chen     | Yuliya Beygelzimer Olga Savchuk      | 4-6, 6-3, [10-4] | Parcours |
| 2  | 03-11-2015 | WTA Elite Trophy Zhuhai         | Elite Trophy | 2 150 000 $ | Dur (int.) | Liang Chen     | Anabel Medina Arantxa Parra Santonja | 6-4, 6-3         | Parcours |
| 3  | 29-01-2018 | Taïwan Open Taipei              | Intern'l     | 250 000 $   | Dur (int.) | Duan Ying-Ying | Nao Hibino Oksana Kalashnikova       | 7-64, 7-65       | Parcours |

### Finales en double dames
| No | Date       | Nom et lieu du tournoi        | Catégorie | Dotation  | Surface    | Vainqueures                         | Partenaire    | Score             |          |
| -- | ---------- | ----------------------------- | --------- | --------- | ---------- | ----------------------------------- | ------------- | ----------------- | -------- |
| 1  | 04-01-2015 | Shenzhen Open Shenzhen        | Intern'l  | 500 000 $ | Dur (ext.) | Lyudmyla Kichenok Nadiia Kichenok   | Liang Chen    | 6-4, 7-66         | Parcours |
| 2  | 29-02-2016 | Malaysian Open Kuala Lumpur   | Intern'l  | 250 000 $ | Dur (ext.) | Varat. Wongteanchai Yang Zhaoxuan   | Liang Chen    | 4-6, 6-4, [10-7]  | Parcours |
| 3  | 28-01-2019 | Thailand Open Hua Hin         | Intern'l  | 226 750 $ | Dur (ext.) | Irina-Camelia Begu Monica Niculescu | Anna Blinkova | 2-6, 6-1, [12-10] | Parcours |
| 4  | 02-03-2020 | Abierto GNP Seguros Monterrey | Intern'l  | 251 750 $ | Dur (ext.) | Kateryna Bondarenko Sharon Fichman  | Miyu Kato     | 4-6, 6-3, [10-7]  | Parcours |

### Titre en simple en WTA 125
| No | Date       | Nom et lieu du tournoi                 | Catégorie | Dotation  | Surface    | Finaliste         | Score    |          |
| -- | ---------- | -------------------------------------- | --------- | --------- | ---------- | ----------------- | -------- | -------- |
| 1  | 14-08-2023 | Golden Gate Open at Stanford, Stanford | WTA 125   | 115 000 $ | Dur (ext.) | Kamilla Rakhimova | 6-2, 6-0 | Parcours |

### Finale en simple en WTA 125
| No | Date       | Nom et lieu du tournoi            | Catégorie | Dotation  | Surface    | Vainqueure   | Score         |          |
| -- | ---------- | --------------------------------- | --------- | --------- | ---------- | ------------ | ------------- | -------- |
| 1  | 16-04-2018 | Zhengzhou Women's Open, Zhengzhou | WTA 125   | 115 000 $ | Dur (ext.) | Zheng Saisai | 5-7, 6-2, 6-1 | Parcours |

### Titres en double en WTA 125
| No | Date       | Nom et lieu du tournoi           | Catégorie | Dotation  | Surface      | Partenaire           | Finalistes                             | Score     |          |
| -- | ---------- | -------------------------------- | --------- | --------- | ------------ | -------------------- | -------------------------------------- | --------- | -------- |
| 1  | 09-11-2015 | Hua Hin Championships Hua Hin    | WTA 125   | 125 000 $ | Dur (ext.)   | Liang Chen           | Varatchaya Wongteanchai Yang Zhaoxuan  | 6-3, 6-4  | Parcours |
| 2  | 06-11-2017 | Hua Hin Championships Hua Hin    | WTA 125   | 125 000 $ | Dur (ext.)   | Duan Ying-Ying       | Dalila Jakupović Irina Khromacheva     | 6-3, 6-3  | Parcours |
| 3  | 16-04-2018 | Zhengzhou Women's Open Zhengzhou | WTA 125   | 115 000 $ | Dur (ext.)   | Duan Ying-Ying       | Naomi Broady Yanina Wickmayer          | 7-65, 6-3 | Parcours |
| 4  | 05-06-2018 | Croatia Bol Open Bol             | WTA 125   | 115 000 $ | Terre (ext.) | Mariana Duque Mariño | Silvia Soler Espinosa Barbora Štefková | 6-3, 7-5  | Parcours |

### Finale en double en WTA 125
| No | Date       | Nom et lieu du tournoi        | Catégorie | Dotation  | Surface    | Vainqueures                 | Partenaire    | Score            |          |
| -- | ---------- | ----------------------------- | --------- | --------- | ---------- | --------------------------- | ------------- | ---------------- | -------- |
| 1  | 27-07-2015 | Jiangxi Women's Open Nanchang | WTA 125   | 125 000 $ | Dur (ext.) | Chang Kai-chen Zheng Saisai | Chan Chin-wei | 6-3, 4-6, [10-3] | Parcours |

## Parcours en Grand Chelem

### En simple dames
| Année | Open d'Australie | Open d'Australie | Internationaux de France | Internationaux de France | Wimbledon       | Wimbledon          | US Open         | US Open            |
| ----- | ---------------- | ---------------- | ------------------------ | ------------------------ | --------------- | ------------------ | --------------- | ------------------ |
| 2015  | Q3               | Ons Jabeur       | Q2                       | Maryna Zanevska          | Q3              | Tamira Paszek      | Q2              | Melanie Oudin      |
| 2016  | 1er tour (1/64)  | María Sákkari    | Q1                       | Andrea Hlaváčková        | Q2              | Andrea Hlaváčková  | 2e tour (1/32)  | Lesia Tsurenko     |
| 2017  | —                | —                | —                        | —                        | —               | —                  | Q2              | Victoria Duval     |
| 2018  | Q2               | Sara Errani      | 1er tour (1/64)          | Petra Martić             | 1er tour (1/64) | Anna Blinkova      | 2e tour (1/32)  | Petra Kvitová      |
| 2019  | 2e tour (1/32)   | Ashleigh Barty   | 1er tour (1/64)          | Markéta Vondroušová      | 2e tour (1/32)  | Sloane Stephens    | 1er tour (1/64) | Caroline Wozniacki |
| 2020  | 1er tour (1/64)  | Alison Riske     | —                        | —                        | Annulé          | Annulé             | —               | —                  |
| 2021  | 1er tour (1/64)  | Donna Vekić      | Q1                       | Alexandra Dulgheru       | 1er tour (1/64) | Kateřina Siniaková | —               | —                  |
|       |                  |                  |                          |                          |                 |                    |                 |                    |
| 2023  | —                | —                | —                        | —                        | —               | —                  | 2e tour (1/32)  | Katie Boulter      |
| 2024  | 3e tour (1/16)   | Zheng Qinwen     | 2e tour (1/32)           | Dayana Yastremska        | 2e tour (1/32)  | Madison Keys       | 1/8 de finale   | Paula Badosa       |
| 2025  | 2e tour (1/32)   | Daria Kasatkina  | —                        | —                        | —               | —                  | —               | —                  |

N.B. : à droite du résultat se trouve le nom de l'ultime adversaire.

### En double dames
| Année | Open d'Australie                                                                      | Open d'Australie                                                                         | Internationaux de France                                                            | Internationaux de France                                                             | Wimbledon | Wimbledon | US Open                                                                                 | US Open |
| ----- | ------------------------------------------------------------------------------------- | ---------------------------------------------------------------------------------------- | ----------------------------------------------------------------------------------- | ------------------------------------------------------------------------------------ | --------- | --------- | --------------------------------------------------------------------------------------- | ------- |
| 2015  | —                                                                                     | —                                                                                        | 1er tour (1/32) Y. Wickmayer \|\| style="text-align:left;" \| M. Brengle T. Maria   | 1er tour (1/32) Zhang K.-L. \|\| style="text-align:left;" \| L. Davis K. Nara        | —         | —         |                                                                                         |         |
| 2016  | 2e tour (1/16) B. Krejčíková \|\| style="text-align:left;" \| J. Görges K. Plíšková   | 2e tour (1/16) Liang C. \|\| style="text-align:left;" \| B. Krejčíková K. Siniaková      | 1er tour (1/32) Liang C. \|\| style="text-align:left;" \| A. Hlaváčková L. Hradecká | 1er tour (1/32) Liang C. \|\| style="text-align:left;" \| J. Görges K. Plíšková      |           |           |                                                                                         |         |
| 2017  | —                                                                                     | —                                                                                        | —                                                                                   | —                                                                                    | —         | —         | 2e tour (1/16) Wang Q. \|\| style="text-align:left;" \| K. Mladenovic A. Pavlyuchenkova |         |
| 2018  | 1er tour (1/32) Wang Q. \|\| style="text-align:left;" \| O. Kalashnikova V. Lepchenko | 1er tour (1/32) M. Adamczak \|\| style="text-align:left;" \| A. Klepač M.J. Martínez     | 1er tour (1/32) R. Olaru \|\| style="text-align:left;" \| Chan Y.-j. Peng S.        | 1er tour (1/32) Wang Q. \|\| style="text-align:left;" \| A. Barty C. Vandeweghe      |           |           |                                                                                         |         |
| 2019  | 2e tour (1/16) N. Kichenok \|\| style="text-align:left;" \| N. Melichar K. Peschke    | 2e tour (1/16) Han X. \|\| style="text-align:left;" \| G. Dabrowski Xu Y.                | 1/8 de finale A. Blinkova \|\| style="text-align:left;" \| AL. Grönefeld D. Schuurs | 1er tour (1/32) A. Blinkova \|\| style="text-align:left;" \| E. Mertens A. Sabalenka |           |           |                                                                                         |         |
| 2020  | 1er tour (1/32) A. Blinkova \|\| style="text-align:left;" \| A. Kontaveit M. Minella  | —                                                                                        | —                                                                                   | Annulé                                                                               | Annulé    | —         | —                                                                                       |         |
| 2021  | 1er tour (1/32) R. Voráčová \|\| style="text-align:left;" \| L. Cabrera M. Inglis     | 2e tour (1/16) A.L. Friedsam \|\| style="text-align:left;" \| B. Mattek-Sands I. Świątek | 1er tour (1/32) E. Alexandrova \|\| style="text-align:left;" \| M. Doi V. Golubic   | —                                                                                    | —         |           |                                                                                         |         |
|       |                                                                                       |                                                                                          |                                                                                     |                                                                                      |           |           |                                                                                         |         |
| 2024  | 2e tour (1/16) Yuan Y. \|\| style="text-align:left;" \| B. Krejčíková L. Siegemund    | 2e tour (1/16) M. Lumsden \|\| style="text-align:left;" \| M. Kato N. Kichenok           | 2e tour (1/16) Y. Sizikova \|\| style="text-align:left;" \| M. Kostyuk E.G. Ruse    | 1er tour (1/32) M. Kato \|\| style="text-align:left;" \| S. Errani J. Paolini        |           |           |                                                                                         |         |
| 2025  | 1er tour (1/32) Jiang X. \|\| style="text-align:left;" \| R. Šramková V. Tomova       |                                                                                          |                                                                                     |                                                                                      |           |           |                                                                                         |         |

N.B. : le nom de la partenaire se trouve sous le résultat ; les noms des ultimes adversaires se trouvent à droite.

### En double mixte
| Année | Open d'Australie | Open d'Australie | Internationaux de France | Internationaux de France | Wimbledon                                                                          | Wimbledon | US Open | US Open |
| ----- | ---------------- | ---------------- | ------------------------ | ------------------------ | ---------------------------------------------------------------------------------- | --------- | ------- | ------- |
| 2016  | —                | —                | —                        | —                        | 1er tour (1/32) A. Siljeström \|\| style="text-align:left;" \| L. Robson D. Inglot | —         | —       |         |

N.B. : le nom de la partenaire se trouve sous le résultat ; les noms des ultimes adversaires se trouvent à droite.

## Parcours en «Premier» et WTA 1000
Les tournois WTA « Premier Mandatory » et « Premier 5 » (entre 2009 et 2020) et WTA 1000 (à partir de 2021) constituent les catégories d'épreuves les plus prestigieuses, après les quatre levées du Grand Chelem. 

De 2009 à 2023, les tournois Premier Mandatory (dits tournois WTA 1000 obligatoires entre 2021 et 2023) regroupent Indian Wells, Miami, Madrid et Pékin, les autres constituant les tournois Premier 5 (tournois WTA 1000 non-obligatoires). À partir de 2024, le nombre de tournois WTA 1000 passe à 10 par saison (fin de l’alternance Doha / Dubaï), ces derniers devenant tous obligatoires et offrant tous 1000 points à la vainqueure (contre 900 points précédemment pour les tournois Premier 5).

### En simple dames
| Année |       |              |         |                             |                            |                          |                             |                                  |                              |                             |                            |                            |
| Doha  | Dubaï | Indian Wells | Miami   | Madrid                      | Rome                       | Canada                   | Cincinnati                  | Pékin                            | Wuhan                        | Wuhan                       |                            |                            |
| Doha  | Dubaï | Indian Wells | Miami   | Madrid                      | Rome                       | Canada                   | Cincinnati                  | Pékin                            | Wuhan                        | Wuhan                       |                            |                            |
| Doha  | Dubaï | Indian Wells | Miami   | Madrid                      | Rome                       | Canada                   | Cincinnati                  | Pékin                            | Wuhan                        | Wuhan                       |                            |                            |
| 2016  |       |              | WTA 500 |                             |                            |                          |                             |                                  |                              | 2e tour (1/16) P. Kvitová   |                            |                            |
| 2017  |       | WTA 500      |         |                             |                            |                          |                             |                                  |                              | 1er tour (1/32) A. Cornet   | 1er tour (1/32) S. Cîrstea | 1er tour (1/32) S. Cîrstea |
| 2018  |       |              | WTA 500 |                             | 4e tour (1/8) A. Kerber    |                          |                             |                                  |                              | 1er tour (1/32) C. Garcia   | 1er tour (1/32) M. Keys    | 1er tour (1/32) M. Keys    |
| 2019  |       | WTA 500      |         | 1er tour (1/64) S. Kenin    | 4e tour (1/8) Wang Q.      | 1er tour (1/32) Zheng S. |                             |                                  | 2e tour (1/16) Ka. Plíšková  | 2e tour (1/16) E. Svitolina | 2e tour (1/16) S. Stephens | 2e tour (1/16) S. Stephens |
|       |       |              |         |                             |                            |                          |                             |                                  |                              |                             |                            |                            |
| 2024  |       |              |         | 1er tour (1/64) R. Šramková | 1er tour (1/64) P. Stearns |                          | 1er tour (1/64) K. Volynets | 2e tour (1/16) C. Gauff          | 1er tour (1/32) E. Svitolina | 1er tour (1/64) A. Krueger  |                            |                            |
| 2025  |       |              |         |                             |                            |                          |                             | 1er tour (1/64) Y. Starodubtseva | 1er tour (1/64) P. Stearns   |                             |                            |                            |

Sous le résultat, l’ultime adversaire.
1. 1 2   Les tournois de Doha et Dubaï alternent le statut de tournoi WTA 1000 (ex Premier 5) entre 2009 et 2023 : les trois premières éditions ont lieu à Dubaï, les trois suivantes à Doha, puis Dubaï accueille le tournoi de cette catégorie les années impaires et Dubaï les années paires. De 2011 à 2023, la ville qui n’accueille pas de WTA 1000 organise à la place un tournoi WTA 500 (ex Premier).
2. 1 2 3 4 5 6   L’ordre de déroulement des tournois a évolué depuis 2009 : Rome se dispute avant Madrid et Cincinnati avant Montréal/Toronto jusqu’en 2010, tandis que Tokyo (2009-2013)-Wuhan (2014-2019, 2024-)-Guadalajara (2022-2023) ont lieu avant Pékin jusqu’en 2023.

## Classements WTA en fin de saison
| Année          | 2012 | 2013 | 2014 | 2015 | 2016 | 2017 | 2018 | 2019 | 2020 | 2021 | 2022 | 2023 | 2024 |
| Rang en simple | 520  | 313  | 191  | 135  | 117  | 168  | 73   | 48   | 94   | 300  | 418  | 97   | 61   |
| Rang en double | 847  | 356  | 158  | 57   | 70   | 361  | 79   | 68   | 79   | 114  | 826  | 550  | 84   |

Source : (en) Classements de Wang Yafan sur le site officiel de la Fédération internationale de tennis

## Records et statistiques

### Victoires sur le top 10
Toutes ses victoires sur des joueuses classées dans le top 10 de la WTA lors de la rencontre.
| Légende      |
| Grand Chelem |
| Premier      |
| Intern'l     |
| Fed Cup      |

|   |        |  | Tournoi | Année | Surface |  | Adversaire      | Rang | Tour | Score        | Tableau |
| - | ------ |  | ------- | ----- | ------- |  | --------------- | ---- | ---- | ------------ | ------- |
| 1 | no 50  |  | Miami   | 2019  | Dur     |  | Elina Svitolina | no 5 | 1/32 | 6-2, 6-4     | Tableau |
| 2 | no 114 |  | US Open | 2023  | Dur     |  | Caroline Garcia | no 7 | 1/64 | 6-4, 6-1     | Tableau |
| 3 | no 80  |  | US Open | 2024  | Dur     |  | María Sákkari   | no 9 | 1/64 | 6-2, 0-0 ab. | Tableau |